# Arènes des Saintes-Maries-de-la-Mer
Les arènes des Saintes-Maries-de-la-Mer, inaugurées en 1931, sont les arènes de la commune de Saintes-Maries-de-la-Mer située dans le département français des   Bouches-du-Rhône. Elles peuvent contenir 4 300 personnes selon les chiffres du site Torofiesta ou plus de 4 500 personnes selon l'étude de Jean-Baptiste Maudet.

## Présentation
Construites en dur, elles ont une forme circulaire. Elles ont connu plusieurs inaugurations : 1932 après effondrement d'une partie en 1931, puis reconstruction immédiate. Et en 1985, elles ont été remaniées par l'architecte André Marchetti. 
Mais bien avant leur inauguration, elles existaient déjà à l'état de « plan de Charrette », c'est-à-dire que depuis plus de cent ans : « Chaque village, ou presque, possédait ses arènes traditionnellement implantées sur la place centrale où étaient autrefois rassemblées et mises bout à bout les charrettes des villageois délimitant ainsi une piste de fortune où évoluaient taureaux et raseteurs. »
À la suite d'une étude confiée à Frédéric Saumade, ces plans ont été protégés et inscrits à l'inventaire du patrimoine cultural, tel le Plan des Théâtres d'Aubais ou le Plan des Théâtres d'Aigues-Mortes.
Les arènes des Saintes-Maries-de-la-Mer sont inscrites à l'Inventaire général du patrimoine culturel.

## Tauromachie
Dans une région où la tauromachie est très ancrée depuis le XVIe siècle et même selon certains chercheurs, depuis le XIIe siècle, elles proposent trois formes de course de taureaux : la course camarguaise, la course espagnole, et la corrida de rejón. Le programme 2013 est consultable.
Elles sont dirigées par l'ancien raseteur Thierry Ferrand, qui gère également la manade Saumade avec sa compagne Magali.